# Фриволите
Фриволите́ (от frivole с фр. — «пустой, легкомысленный») — техника плетения ручного кружева при помощи специальных челноков или иглы с тупым концом.
Кружево фриволите применяется для отделки различных предметов одежды, для создания салфеток, украшения скатертей, покрывал и т. д.
Кроме того, в технике фриволите изготавливают различную бижутерию: серьги, браслеты, колье, броши, а также перчатки.

## История
Точная история возникновения этой техники до сих пор не известна. Одни источники утверждают, что фриволите произошло из мастерства рыбаков, плетущих сети. Другие — что техника плетения кружев с помощью челнока родилась на Востоке и оттуда пришла в Европу. Третья версия говорит о возникновении и совершенствовании такого плетения в европейских монастырях, четвёртая говорит о том, что эта техника выросла из других рукодельных техник.
Так или иначе, в близком к нынешнему виду это рукоделие обрело популярность только в XIX веке. Первые упоминания о «frivolite» встречаются в европейских книгах по рукоделию 20-х годов того века: вместе с выкройкой платья даётся указание украсить его ажурным воротничком в этой технике. По одной из версий, техника зародилась в странах Востока, откуда через колониальную торговлю попала в Англию, где начала стремительно развиваться. Те схемы, которые сейчас называются схемами «классического фриволите», были разработаны именно в странах Востока. Есть мнение, что ранее кружево фриволите выполняли не челноками, а иглой, с помощью которой плели те же узлы, нанизывая их на иглу. Техника «фриволите иглой» существует и сейчас. По этой версии «фриволите челноками» появилось в XIX веке.
В европейской портретной живописи XVIII века можно встретить сюжет «Дама с челноком», например:
- «Queen Charlotte and her daughter» — автор Бенджамин Уэст, находится в лондонском дворце Сент-Джеймс[2]
- «Mari-Adelaide de France» — Жан-Марк Натье, располагается в Версале
- «The Duchess of Albemarle», автор — сэр Джошуа Рейнольдс, Национальная галерея Лондона

В России челночное кружево долгое время было практически не известно. В русской портретной живописи, относящейся к XVIII веку и ранее, не обнаружено ни одной детали костюма, выполненной в этой технике. В основном кружева, представленные на портретах той эпохи — это «французские кружева», выполненные в технике, которую сейчас называют «кружевом на коклюшках». Не упоминается фриволите и в русской художественной литературе того времени. Первые упоминания о фриволите в России можно найти в книгах по рукоделию, вышедших в 80-х годах XIX века. В Россию кружево фриволите пришло, вероятно, из Франции, о чём можно судить по названию.

## Элементы фриволите
- Кольцо
- Полукольцо
- Пико Жозефины (полукольцо, состоящее из одних только прямых узлов)
- Дуга
- Комбинированное кольцо